# Ergilemys
Ergilemys (лат.) — род примитивных вымерших сухопутных черепах. Их ископаемые остатки известны с эоцена по миоцен (38,0—11,608 млн лет назад). Они найдены на территории Евразии (Франция, Германия и Монголия). Как и современные сухопутные черепахи, это были наземные растительноядные животные.

## Виды
На март 2024 года в род включают 3 вымерших вида:
- † Ergilemys bruneti Broin, 1977
- † Ergilemys insolitus Matthew and Granger, 1923
- † Ergilemys saikanensis Ckhikvadze, 1972